# Asco, Haute-Corse
Asco là một xã ở tỉnh Haute-Corse trên đảo Corse, Pháp. Xã này có diện tích 122,81 km², dân số năm 1999 là 134 người. Khu vực này có độ cao 620 mét trên mực nước biển.